# Anton Nicolau
Anton Nicolau (n. 13 ianuarie 1919 – d. 26 septembrie 2001) a fost un deputat român în legislaturile 1990-1992 și 1996-2000, ales în județul Prahova pe listele partidului Uniunea Elenă din România. În cadrul activității sale parlamentare, Anton Nicolau a fost membru în grupurile parlamentare de prietenie cu Republica Elenă, Republica Polonă și Statul Israel. Anton Nicolau a fost ales și în legislatura 1992-1996, în cadrul grupului parlamentar al minorităților naționale. 
Anton Nicolau a absolvit Facultatea de Medicină și Facultatea de Litere și Filozofie, a fost medic și director al Spitalului de Neuropsihiatrie Săpoca din Buzău.